# Brännbollsyran

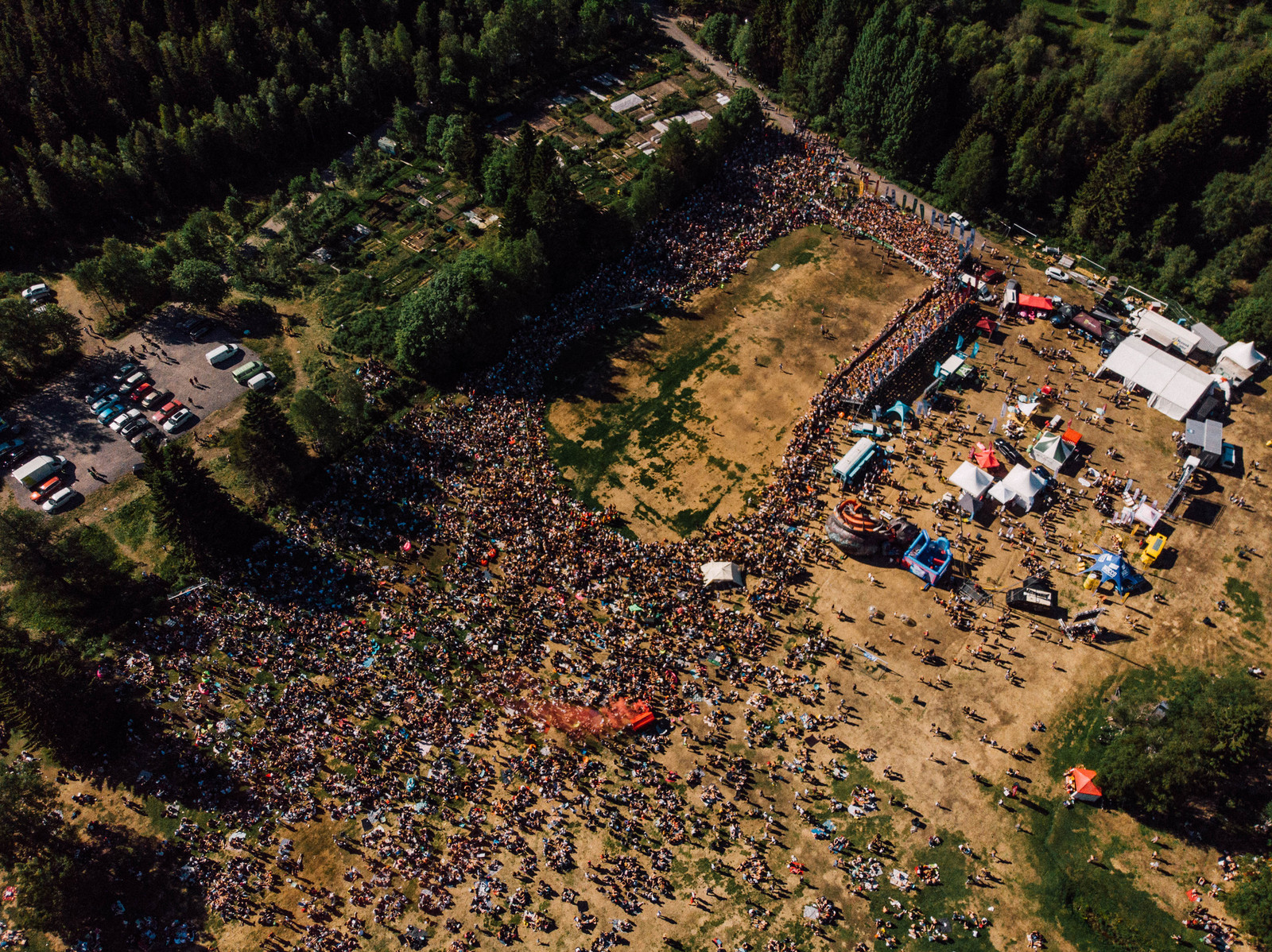
Översikt över festivalområdet 2018.

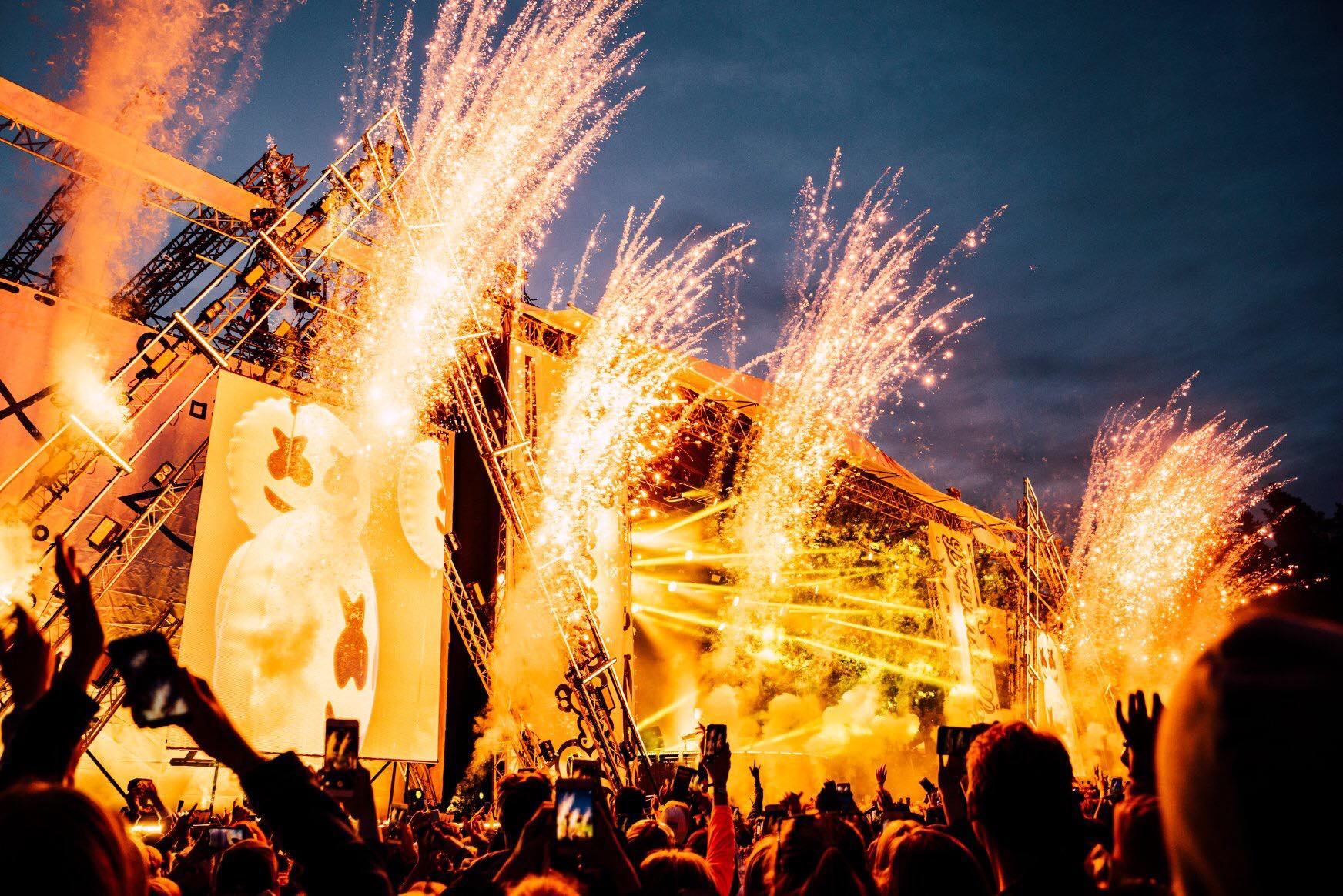
Brännbollsyran 2019

Brännbollsyran är ett återkommande evenemang i Umeå som består av en musikfestival i kombination med Brännbollscupen (VM i brännboll). Festivalen har arrangerats sedan 1974.

## Historia
Brännbollsyran arrangerades första gången 1974 med syftet att stävja de inofficiella festivalerna på Ålidhem (Fysikgränd och Pedagoggränd) som brukade urarta varje år. Den officiella festivalen fick dock bara som effekt att den inofficiella festivalen fick draghjälp. År 2010 återkom Brännbollsyran i ett större format då man införde ett festivalområde nere på Umeå kaj, i centrala Umeå vid Umeälven. Artister var bland annat Millencolin och Johnossi.
Iksu, som varit arrangör för Brännbollscupens sedan starten, meddelade inför 2013 års festival att de överlät arrangemanget till en annan aktör. Brännboll i Umeå AB startades och tog över som arrangör för både cupen och yran vilket resulterade i en utsåld succé med 7500 sålda festivalbiljetter och en ökning till 342 brännbollslag.
2014 års festival blev ytterligare en försäljningssuccé. Samtliga 12 000 biljetter sålde slut, vilket innebar en utsåld festival för andra året i rad. Detta år fanns Red Bull Silent Disco på festivalområdet för första gången någonsin i Norrland; ett stort discotält där besökaren får ta på sig hörlurar med musik och två olika DJ som spelar musik i tältet och man kan välja som besökare att lyssna på röd musik eller blå musik, vilket innebär att hälften av besökarna lyssnar och dansar till en låt och hälften till en annan låt i ett annars helt tyst tält. En annan nyhet för 2014 var en officiell camping "The Camp" för alla inresande besökare som upprättades i anslutning till brännbolls-VM och festivalområdet vilket sålde slut på sina 800 platser. 2014 var dessutom första gången en internationell artist uppträdde på Brännbollsyran, Martin Garrix från Holland flögs in med privatjet till Umeå för en spelning på stora scenen.
Festivalen brukar ses som den stora hemvändarhelgen för alla utflyttade Umeåbor att träffas samt den årliga sommarkickoffen för stadens studenter.
2015 års festival slog publikrekord med 13 000 sålda biljetter. Artister som Afrojack och Veronica Maggio spelade på festivalen. Även 2016 års festival slog publikrekord med 15 000 sålda biljetter. 2017 slogs publikrekordet ännu en gång med 16 000 sålda biljetter. 2018 tangerades rekordet från 2017 med 16 000 sålda biljetter. 2019 slogs 2018 års rekord med 16 500 sålda biljetter med den amerikanska Dj Marshmello som avslutade festivalen.